# 1421
Rok 1421 (MCDXXI) gregoriánského kalendáře začal v pondělí 1. ledna a skončil v pondělí 31. prosince. Dle židovského kalendáře nastal přelom roků 5181 a 5182, dle islámského kalendáře 842 a 843.

## Události
- únor – skončilo obléhání Chotěboře upálením 300 husitů, kterým byl přislíben volný odchod
- 12. března bylo na příkaz hraběte Albrechta V. upáleno přes 200 rakouských Židů
- 16. března dobyli husité Chomutov, členové židovské obce spáchali hromadnou sebevraždu
- 22. března v bitvě u Baugé (Stoletá válka) porazilo francouzsko-skotské vojsko Angličany pod velením Tomáše z Lancasteru
- červen – husitský sněm v Čáslavi proklamoval neplatnost korunovace Zikmunda Lucemburského, volil kolektivní orgán, který měl v době interregna spravovat zemi.
- 5. srpna – porážka husitů v bitvě u Mostu
- 8. září – skončilo obléhání Kadaně dobytím vojsky druhé křížové výpravy
- listopad – bitva u Žlutic
- 21.–22. prosince – bitva u Kutné Hory
- dobyty a vypáleny kláštery: Sezemice, Skalice, Podlažice
- morová epidemie na českém území – především v Kutné Hoře
- hromadné vraždění Židů v Chomutově

### Probíhající události
- 1405–1433: Plavby Čeng Chea
- 1406–1428: Čínsko-vietnamská válka
- 1419–1434: Husitské války
- 1421–1422: Druhá křížová výprava proti husitům

## Narození

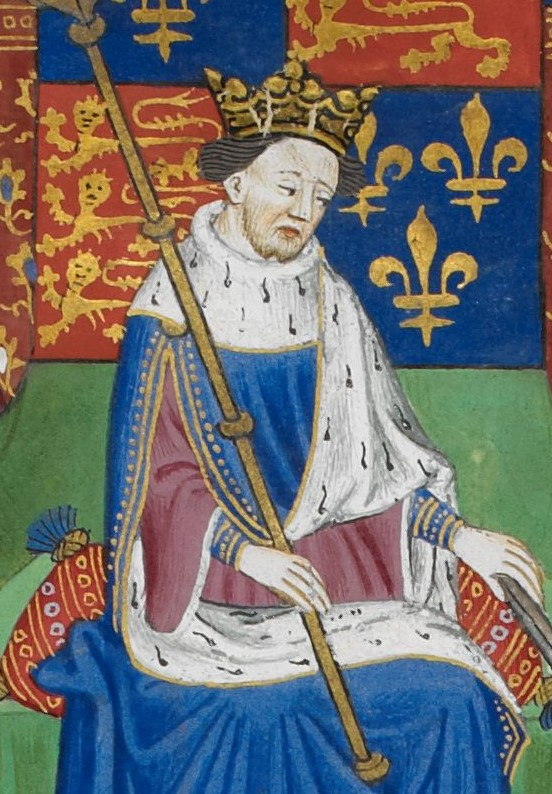
Jindřich VI. Anglický (* 6. prosince)

- 29. května – Karel z Viany, titulární navarrský král, básník a humanista († 23. září 1461)
- 03. července – Jan Medicejský, florentský bankéř, milovník hudby († 23. září 1463)
- 25. července – Jindřich Percy, účastník války růží († 1461)
- 06. prosince – Jindřich VI. Anglický, anglický král († 21. května 1471)
- neznámé datum
  - Agnès Sorel, milenka francouzského krále Karla VII. († 9. února 1450)

## Úmrtí

### Česko
- 06. února – Petr Hromádka, český husitský kněz a hejtman (* ?)
- 14./16. srpna – Petr starší Zmrzlík, člen královské rady a nejvyšší mincmistr, otec Petra Zmrzlíka mladšího ze Svojšína
- 22. dubna – Hynek z Ronova, kolínský kněz upálený husity (* ?)
- 27. července – Štěpán z Dolan, římskokatolický duchovní (* ?) Mehmed I. († 26. května)

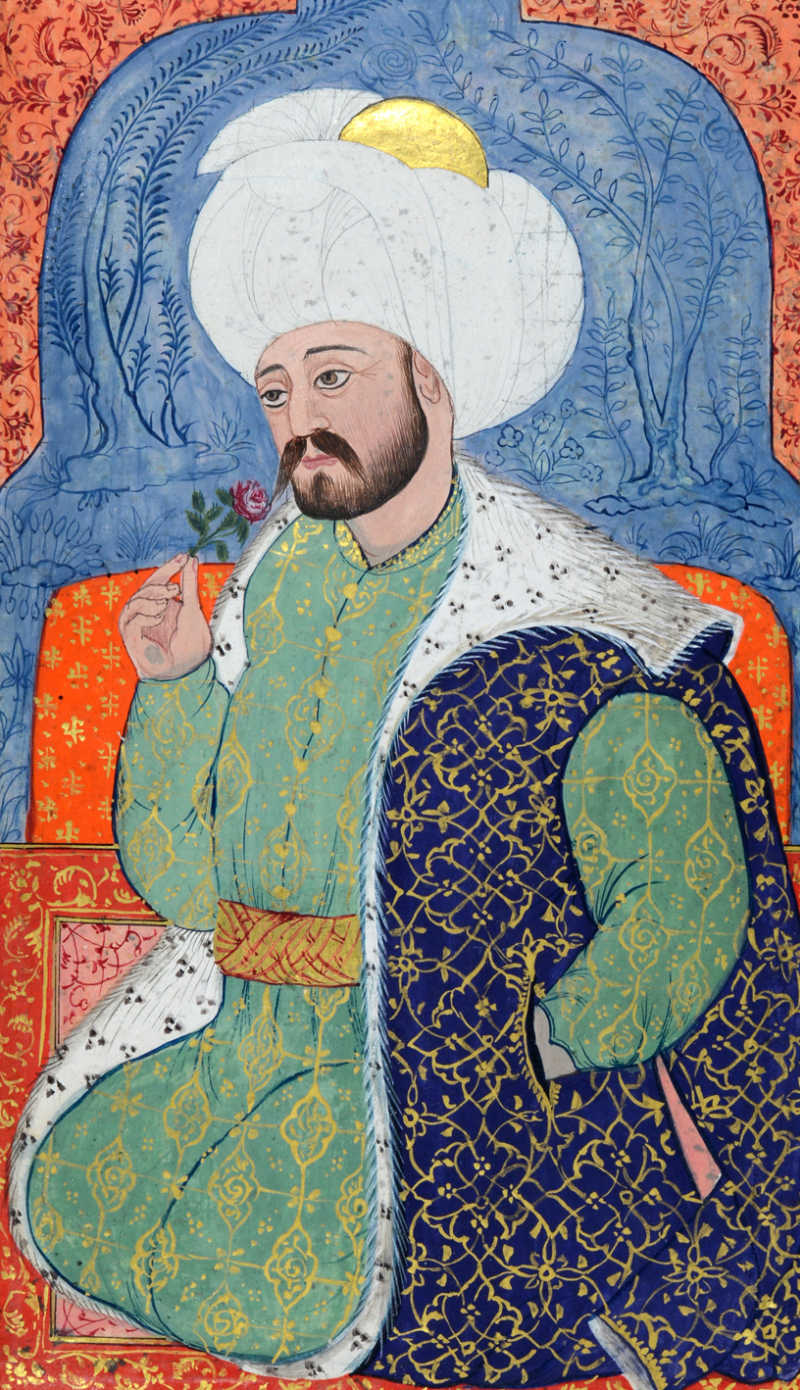
Mehmed I. († 26. května)

- 16. srpna – Petr Zmrzlík ze Svojšína, husitský šlechtic (* asi 1375)
- 21. srpna – Martin Húska, táborský kněz (* ?)
- 22. září – Oldřich IV. Vavák z Hradce, šlechtic na straně Jana Žižky během husitských válek (* ?)
- 20. října – Jan Sádlo ze Smilkova, šlechtic u dvora krále Václava IV. (* ?)
- neznámé datum
  - Petr Kániš, táborský kněz (* ?)

#### Svět
- 15. ledna – Helvisa Brunšvicko-Grubenhagenská, kyperská a arménská královna (* 1353)
- 03. března – Jan Kropidlo, opolský kníže, biskup poznaňský (* 1360)
- 26. května – Mehmed I., osmanský sultán (* mezi 1382–1390)
- neznámé datum
  - květen – Bayezid Paša, osmanský státník a velkovezír (* ?)
  - Nanni di Banco, italský sochař (* 1380)
  - Š’ Ťin-čching, čínský muslim a správce přístavu (* ?)

## Hlavy států
- České království – bezvládí
- Svatá říše římská – Zikmund Lucemburský
- Papež – Martin V.
- Anglické království – Jindřich V.
- Francouzské království – Karel VI.
- Polské království – Vladislav II. Jagello
- Uherské království – Zikmund Lucemburský
- Byzantská říše – Manuel II. Palaiologos